# Troglocoelotes sinanensis
Espèce
Troglocoelotes sinanensis est une espèce d'araignées aranéomorphes de la famille des Agelenidae.

## Distribution
Cette espèce est endémique du Guizhou en Chine,. Elle se rencontre dans le xian de Sinan dans la grotte Huangjin.

## Description
La femelle holotype mesure 6,92 mm.

## Étymologie
Son nom d'espèce, composé de sinan et du suffixe latin -ensis, « qui vit dans, qui habite », lui a été donné en référence au lieu de sa découverte, le xian de Sinan.

## Publication originale
- Zhou, Ye & Zhao, 2023 : « A new troglobitic species of the genus Troglocoelotes Zhao & S. Li, 2019 (Araneae, Agelenidae, Coelotinae) from Guizhou, China. » Biodiversity Data Journal, vol. 11, no e103265, p. 1-8 (texte intégral).